# The No One
I The No One sono stati un gruppo musicale pop punk italiano formatosi nel 1997 a Varese.
Nel 2006 tre componenti fondano una nuova band di genere dance/alternative rock, chiamata Hey Hey Radio!.

## Formazione

### Ultima
- Alessandro Fanali - chitarra, voce
- Marco Aspesi - chitarra
- Gianluca Bertolli - basso
- Luca Mantovani - batteria

### Ex componenti
- Antonio Alagia - basso

## Discografia
- 2000 - Waiting for an Answer
- 2002 - Serving Cool Tastes
- 2004 - Blue Day Way (prodotto in California da Adam Krammer)